# Fall Huayanay
Der Fall Huayanay betrifft die Hinrichtung des – je nach Sicht vermeintlichen – Mörders, Vergewaltigers und Viehdiebs Matías Escobar durch eine Gemeinschaft indigener Bauern des Quechua-Dorfes Huayanay in den Anden in Peru 1974, nachdem er die Gemeinde mehrere Jahre terrorisiert hatte und dies auch fortsetzte, trotzdem aber nicht von den Justizbehörden in Haft genommen wurde. Mehrere Bauern wurden zu mehrjährigen Haftstrafen verurteilt. Der Fall löste in Peru eine heftige Debatte darüber aus, ob es sich um legitime Notwehr angesichts eines untätigen Staates oder aber um ein Verbrechen handelte. Der peruanische Regisseur Federico García Hurtado drehte auf Chanka-Quechua und Spanisch hierzu den Spielfilm El caso Huayanay, der 1981 herauskam.

## Das Dorf Huayanay
Die Dorfgemeinde Huayanay liegt im Distrikt Anta in der Provinz Acobamba in der Region Huancavelica. Der Ort hatte im Jahre 2003 etwa 432 Einwohner, die Chanka-Quechua sprechen und sich der Ethnie Chopqa zurechneten. Laut einer Studie von Iliam Tinoco aus dem Jahre 1997 soll es sich um die letzten Überbleibsel der Chankas handeln, deren Zentrum Andahuaylas war. Das in den hohen Anden gelegene Huayanay lebt von Viehzucht (Lama, Alpaka, Schafe, Rinder) sowie dem Anbau von Kartoffeln, Oca, Olluco, Mashua, Hafer, Gerste, Bohnen und Erbsen. In der Ortschaft sind noch alte andine Glaubensvorstellung lebendig wie von den Apus der Berge, der Pachamama (Mutter Erde) und Totenkult. In Huayanay gibt es Katholiken und Pfingstler, die in Frieden miteinander leben. Der Staat war 2003 nur mit einem Gesundheitsposten und einer Primarschule präsent, an der „eine Erziehung der Hispanisierung, Entwurzelung, Akkulturation, Lebensfremdheit und des Auswendiglernens“ betrieben wurde.

## Die Landreform unter Juan Velasco Alvarado
Bis Anfang der 1970er Jahre gehörte Huayanay zur Hacienda der Familie Mescua. Die Hacendados, in Peru auch Gamonales genannt, hatten ihren Besitz seit der Unabhängigkeit Perus im ganzen Land in großem Maße auf Kosten der indigenen Bauern ausgedehnt. Die Revolutionäre Regierung der Streitkräfte unter Juan Velasco Alvarado verfügte 1969 mit dem Gesetz zur Landreform die Enteignung der Großgrundbesitzer und die Übertragung der Ländereien an die Bauern – alte, bereits bestehende oder neu gegründete Bauerngemeinden (Comunidades campesinas) –, die in übergeordneten Genossenschaften zu organisieren waren, um unwirtschaftliche Kleinstbetriebe zu vermeiden. In vielen Gegenden wurden die Hacendados durch eine starke Landarbeiterbewegung vertrieben und waren mancherorts infolge vorheriger Landbesetzungen überhaupt nicht mehr da, als Juan Velasco Alvarado das Landreformgesetz erließ. Anderenorts organisierten die Hacendados lang andauernden Widerstand, der an manchen Orten – so in Huayanay – in Terror gegen die durch die Landreform zu begünstigenden Bauern bestand. Dabei kamen den Hacendados oftmals ihre engen Beziehungen in den lokalen Justizapparat und Korruption zugute. Nach der erneuten Regierungsübernahme durch den zivilen Präsidenten Fernando Belaúnde Terry 1980 wurde eine Politik der Auflösung der landwirtschaftlichen Produktionsgenossenschaften betrieben, doch wurden die Ergebnisse der Umverteilung der Ländereien an die Bauerngemeinden aus Furcht vor Unruhen nicht angetastet. Dennoch versuchten ehemalige Großgrundbesitzer – erfolglos – auf juristischem Wege, wieder Herren über das Land und ihre Bewohner zu werden. Dies ist auch in Huayanay nicht geglückt, denn das Land gehört den Bauern des Dorfes.

## Terror des Verwalters Escobar und das „letzte Heilmittel“ gegen ihn
In Huayanay waren es die Gutsherren Mescua Chamorro, die in der Zeit, als der Großgrundbesitz in Bauernhand übertragen wurde, über ihren Verwalter (Mayordomo) César Matías Escobar die Bauern schikanierten. 1973 war Huayanay offiziell in eine neu gegründete Bauerngemeinde (Comunidad campesina) überführt worden, doch hatten die Gutsherrenfamilie und ihr Verwalter das Gebiet noch nicht verlassen. César Matías Escobar übte Terror aus, indem er Felder anzündete, Tiere stahl, Frauen vergewaltigte und weitere Schäden bei den Bauern von Huayanay anrichtete. Eustaquio Palomino, Teniente Gobernador der Gemeinde, nahm César Matías für 24 Stunden fest. Escobars schwor nach seiner Freilassung Rache und zündete Palominos Haus an, woraufhin dieser in die Stadt ging und Anzeige erstattete. Das Gericht in Huancayo verurteilte Escobar zu zwei Jahren Haft und einer zivilrechtlichen Entschädigung von 60 Millionen Soles. Nach zwei Dritteln der abgesessenen Strafe wurde Escobar begnadigt und freigelassen. Beim Verlassen des Gefängnisses schwor Escobar erneut blutige Rache an Palomino, der nach wenigen Tagen tot aufgefunden wurde. Der Richter von Huancavelica eröffnete ein Verfahren wegen Mordes und Viehdiebstahls, nahm aber Escobar und seinen Komplizen Fernando Crispín für die Zeit des Verfahrens nicht in Haft, nachdem diese ihre Unschuld beschworen hatten. Die seit Escobars Freilassung wieder aufgenommenen Angriffe gegen die Bauern von Huayanay setzten sich fort. Die Polizei ordnete an, dass die Bauern von Huayanay selbst die Täter festnehmen und ausliefern sollten, da die Polizei überlastet sei.
Escobar floh in Richtung Huancavelica, doch eine vom Teniente Gobernador von Huayanay sehr schnell zusammengerufene Menschenmenge von über 200 Personen holte ihn ein und ergriff ihn. Escobar, völlig außer sich, verfluchte die Indigenen und gab dabei offen zu, den ihm verhassten vorherigen Leiter der Gemeinde getötet zu haben. Er weigerte sich jedoch, sich durch eine Unterschrift schriftlich zu den Taten zu bekennen. In der Bauerngemeinde gab es eine heftige Debatte, was mit dem Gefangenen zu tun sei. Der Vorschlag, ihn erneut auszuliefern, wurde abgelehnt, da er bei einer zu erwartenden abermaligen Freilassung mit seinem Terror weitermachen würde. Die Gemeindeversammlung beschloss, den „Mörder und Terroristen“ Escobar zum Tode zu verurteilen. Diese Entscheidung wurde getroffen, als Escobar in einer kleinen Zelle der Gemeinde Huayanay eingesperrt war. Dabei spielten auch die vorherigen Flüche des gefangenen Escobar gegen die Bauern eine Rolle. So wird er unter anderem zitiert: „Ihr seid alle Scheiße, die Amtsinhaber sind Scheiße, die Gemeinde ist Scheiße. Ich bestimme hier. Ihr seid wertlos für mich. Eure Frauen, eure Tiere, alles gehört mir. Ihr werdet sehen, was passiert, wenn ich freikomme. Ich werde euch Dreck essen lassen. Ich gebe hier die Befehle. Ich bin mehr als ihr.“ Die Menschenmenge brach die Tür seiner Zelle auf, zerrte Escobar heraus und führte ihn zum als Galgen vorgesehenen Baum. Er erreichte den Richtplatz jedoch nicht mehr lebend, da er unterwegs durch die heftigen Schläge der wütenden Menschenmenge getötet wurde. Escobar wurde am 5. September 1974 hingerichtet und seine Leiche drei Tage lang nach altem Brauch am Hinrichtungsort bewacht. 66 Bauern ließen sich mit dem Toten fotografieren. 218 Mitglieder der Gemeinde unterschrieben, dass sie den Verbrecher abgeurteilt und hingerichtet hatten. Die Leiche wurde am 9. September 1974 der Guardia Civil in Acobamba übergeben. Die Bauern trugen dabei ein Transparent mit der Aufschrift Ama sua, ama kella, ama llulla (Chanka-Quechua, orthographisch korrekt: Ama suwa, ama qilla, ama llulla, „Nicht stehlen, nicht faulenzen, nicht lügen“), einem auf die Inkazeit zurückgehenden Leitspruch, und auf Spanisch: Ampon César Matías Escobar, eliminado por la comuna como fue prófugo de la justicia („Ampon César Matías Escobar, beseitigt durch die Kommune, da er Flüchtiger vor der Justiz war“).

## Strafverfolgung gegen die Bauern von Huayanay
War die Polizei (Guardia Civil) und die Gerichtsbarkeit (Poder Judicial) zuvor gleichgültig, den Mörder Escobar zu verfolgen, so verfolgten die Behörden die Bauern von Huayanay mit Entschiedenheit. Der Richter in Huancavelica eröffnete gegen die 218 Unterzeichner der Urkunde ein Verfahren wegen Mordes, was für diese eine unerwartete und unverständliche, schreckliche Entscheidung war. Die Bauern ergriffen die Flucht in die Berge, doch sieben von ihnen wurden ergriffen. Der Staatsanwalt des Gerichts von Huancavelica forderte eine Haftstrafe von 25 Jahren, allerdings nicht die Todesstrafe, da es mildernde Umstände gebe. Die ehemaligen Hacendados forderten harte Strafen bis hin zur Todesstrafe. Demgegenüber forderten die Confederación Campesina del Perú (CCP), die unter Velasco gegründete Confederación Nacional Agraria (CNA) und die regionale Federación Departamental de Campesinos de Huancavelica die sofortige Freilassung der elf inhaftierten Bauern. Nachdem die Umstände des Falls öffentlich wurden, stellte sich die Presse in Lima in Gänze auf die Seite der beschuldigten Bauern und forderte deren Freilassung.
Insgesamt elf Bauern waren in Haft, und zwar Paulina Palomino, Octavio Escobar Sedano, Ciriano Palomino, Bonifacio Palomino, Patricio Enríquez Escobar, Justiniano Raymundo Escobar, Guillermo de la Cruz Mallqui, Víctor de la Cruz, Juan Enríquez Quispe, Silverio Quispe und Paulino de la Cruz. Nach über sechs Monaten wurden die elf Bauern zunächst freigelassen. Nachdem in der Folge der Vorsitzende des Obersten Gerichts (Corte Suprema) eine Beschleunigung des Verfahrens vermittelt hatte, erklärten der Ermittlungsrichter von Acobamba und die Staatsanwaltschaft, dass von der Unschuld der Bauern auszugehen sei. Das nunmehr zuständige Gericht in Junín verfügte vor diesem Hintergrund, dass es keine Straftat gegeben habe, den Fall zu den Akten zu legen, doch hob das Oberste Gericht diese Entscheidung am 12. Juli 1976 auf.
Im folgenden Prozess wurden drei Personen aus der Familie Palomino – darunter Saturnino Palomino, Sohn des getöteten Eustaquio Palomino – als verantwortlich für den Tod Escobars identifiziert. Das Oberste Gericht in Lima verurteilte die drei Angeklagten 1978 zu zehn Jahren Haft, doch wurde das Urteil nach Appellation auf acht Jahre herabgesetzt. In der Urteilsbegründung von 1978 ist von einem andauernden Konflikt zwischen den Familien Escobar und Palomino die Rede. Der Tod Eustaquio Palominos wird hier als Unfall – Sturz in eine Schlucht – dargestellt. Eustaquio Palominos drei Söhne machten hiernach Escobar für seinen Tod verantwortlich und nutzten ihre Stellung, um die Gemeinde gegen Escobar aufzubringen. Nur ein Richter habe das Recht, Urteil zu sprechen. Die Palominos hätten gegen geltendes Recht Escobar getötet. Die verurteilten Bauern saßen bis 1981 im Gefängnis.

## Rezeption
Über den Fall von Huayanay wurde Ende der 1970er und Anfang der 1980er Jahre in der peruanischen Presse umfangreich berichtet. Der Fall löste eine umfangreiche Debatte aus, ob ein Gewohnheitsrecht der Bauerngemeinden der Anden anerkannt werden solle, ob es sich um legitime Notwehr handele oder ob die Tötung Escobars Selbstjustiz und damit ein Verbrechen sei. Die Gemeinde Huayanay erhielt insbesondere aus der Presse und von politisch links orientierten Intellektuellen Unterstützung, die den gewaltsamen Tod Escobars als Akt des Widerstands gegen einen im Sprechen von Recht ineffizienten und gegen die Indigenen voreingenommen Staat charakterisierten und die Bauern als Volkshelden feierten. Rechts gerichtete Intellektuelle forderten dagegen eine harte Bestrafung, da hieraus sonst ein gefährlicher Präzedenzfall werden könne, wonach auch andere Bauerngemeinden Selbstjustiz ausüben würden. Der Konflikt zwischen den Indigenen und Großgrundbesitzern äußerte sich somit auch als Gegensatz zwischen dem Gewohnheitsrecht (derecho consuetudinario) der Indigenen oder auch dem Naturrecht (derecho natural) und dem positiven Recht (derecho positivo) des Staates.

## Künstlerische Verarbeitung
Federico García Hurtado drehte im Dorf Huayanay auf Quechua einen viel beachteten Spielfilm, El caso Huayanay, der 1981 herauskam. Als er den Film produzierte, saßen noch mehrere verurteilte Bauern im Gefängnis, wo mit ihnen auch Szenen aufgenommen wurden.
Die Hinrichtung Escobars wurde wiederholt mit einem Gesetz aus alter Zeit in Zusammenhang gebracht, das auf Waywash-Quechua Ushanan Jampi (ushanan hampi „letztes Heilmittel“, Wanka-Quechua, Ancash-Quechua und Huánuco-Quechua: ushay „beenden“, ushana „[bevorstehendes] Ende“, -n „sein, ihr“, hampi „Heilmittel“; auch spanisch el remedio último) heißt, auch als das „große Heilmittel, der Tod“ bezeichnet. In Huayanay wird allerdings Chanka-Quechua gesprochen, wo es das Verb ushay nicht gibt und das ähnliche Verb usyay (ursprünglich „enden“) eine Bedeutungsverengung zu „aufhören zu regnen“ erfahren hat. 1920 erschien eine Sammlung von Erzählungen (Cuentos andinos) von Enrique López Albújar aus Chiclayo, lange Jahre Richter in Huánuco, darunter eine Erzählung mit dem Titel Ushanan Jampi, der in der Ortschaft Chupán in der Region Huánuco spielt und in dem er sich als Richter sehr kritisch mit den „grausamen Praktiken“ der Indios auseinandersetzt. Eine direkte Verknüpfung der beiden Geschichten – der Fall Huayanay und López Albújars Ushanan Jampi – nahm der 1954 in Lima geborene peruanische Dramatiker Alberto Mego vor, der in einer Theaterwerkstatt mit dem uruguayischen Dramatiker Omar Grasso im Sommer 1975, also wenige Monate nach der Hinrichtung Escobars, ein Theaterstück mit dem Namen Ushanan Jampi (el caso Huayanay) schrieb und auch dort uraufführte. Das Stück wurde danach auf mehrern Bühnen in Lima und auch in der peruanischen Provinz aufgeführt. Enrique López Albújars Erzählung Ushanan Jampi wurde wiederum von Flaviano Quispe aus Puno verfilmt und kam 2001 unter dem Titel El abigeo („Der Viehdieb“) heraus (2001). Dabei ist zu betonen, dass López Albújars fiktive Geschichte und die realen, erst viel später stattgefundenen Ereignisse in Huayanay auf Grund ihrer Ähnlichkeiten leicht zu verwechseln sind. Der Ausdruck Ushanan Jampi gehört jedoch nicht zu Huayanay.